# Лука Гаррі
Лука Гаррі (італ. Luca Garri, 3 січня 1982) — італійський баскетболіст.
Срібний призер Олімпійських Ігор 2004 року.